# Incisive
Les incisives (ou dents incisives) font partie des dents antérieures de la denture des mammifères. 

## Types d'incisives

### Humaines
Un humain possède huit incisives :

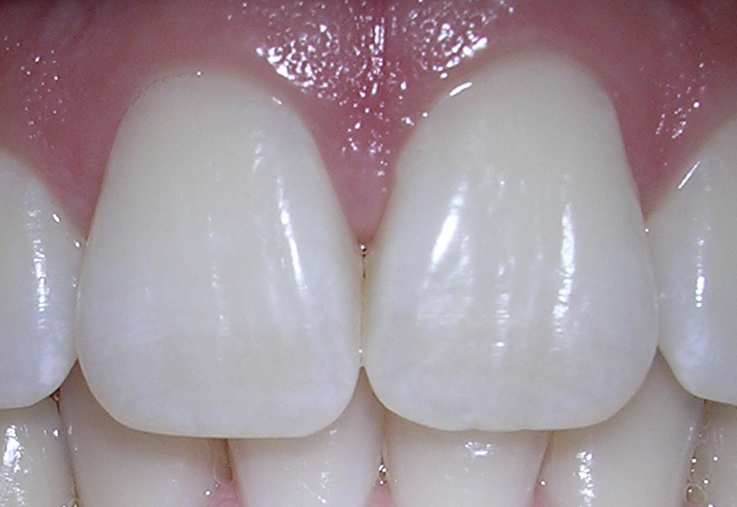

- deux incisives centrales supérieures ;
- deux incisives latérales supérieures ;
- deux incisives centrales inférieures ;
- deux incisives latérales inférieures.

Un humain possède autant d'incisives lactéales que d'incisives définitives. 
Les incisives lactéales centrales poussent vers 6 - 10 mois et tombent vers 6 - 8 ans.
Les incisives lactéales latérales poussent vers 8 - 12 mois et tombent vers 7 - 9 ans.
Ce sont les dents les plus antérieures des arcades dentaires supérieure et inférieure.
Leur couronne est aplatie d'avant en arrière avec un bord libre tranchant. Elles ne possèdent qu'une racine.
Les incisives supérieures centrales sont nettement plus larges que les incisives supérieures latérales. En revanche, les incisives inférieures latérales sont légèrement plus larges que les incisives inférieures centrales.
Elles servent à couper ou trancher les aliments. 
Leur forme peuvent être variable : plutôt arrondies, carrées, triangulaires ; plus ou moins en avant ; serrées ou espacées (les « dents du bonheur »).

### Carnivores

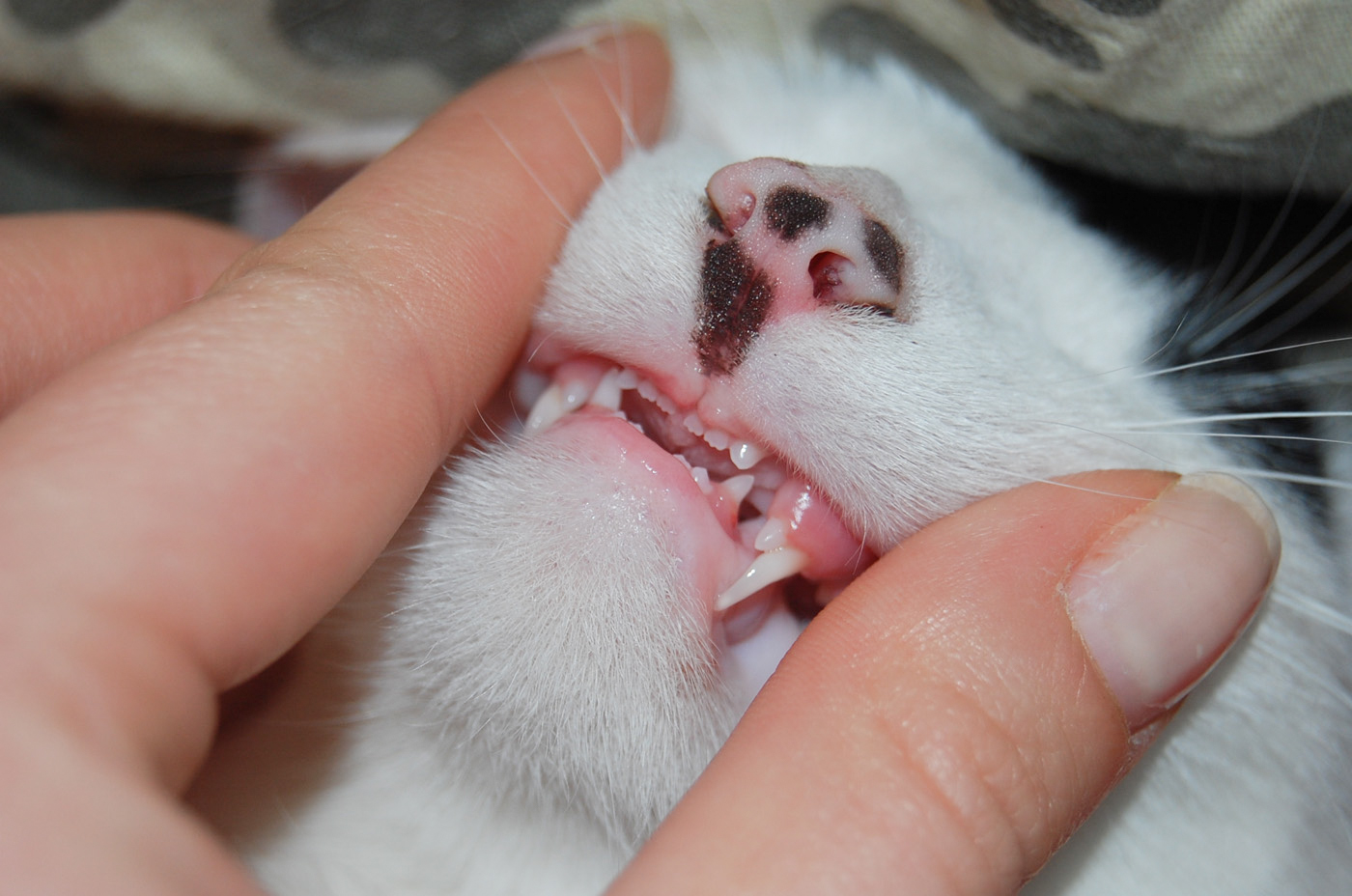
Les Carnivores ont des incisives peu développées, comparées aux canines

Les chats ou les chiens, par exemple, n'ont pas le même nombre d'incisives que l'Homme (3 par hémiarcade contre 2 chez l'être humain), mais elles sont cependant beaucoup moins développées que leurs canines.

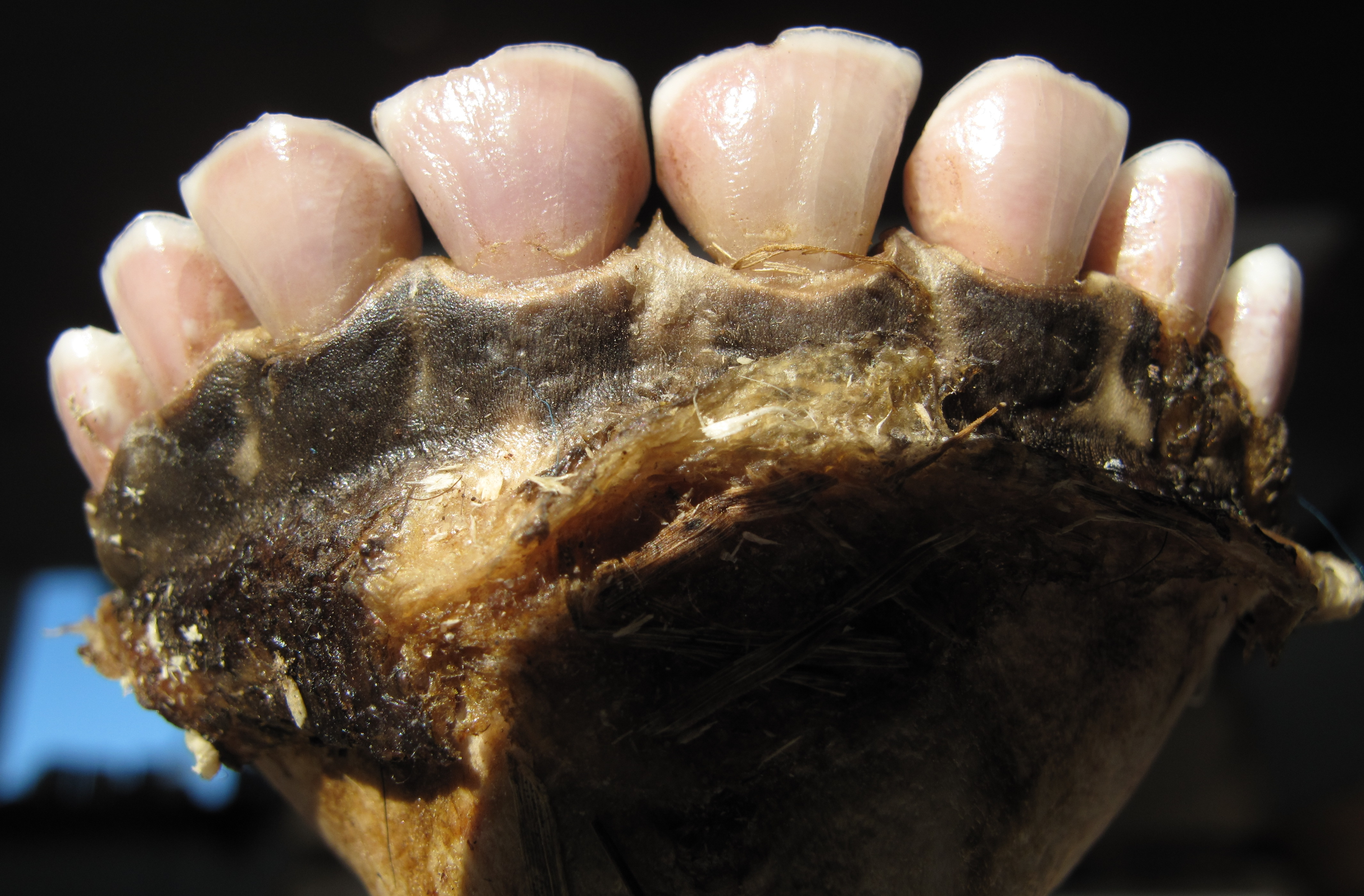
6 incisives et 2 canines d’un veau, présentes seulement sur la mandibule

### Ruminants
Les incisives des ruminants servent à brouter. Les vaches n'ont pas de dents centrales sur leur maxillaire, alors que leur mandibule supporte six incisives placées contigûment au centre (en avant), entourées, à gauche et à droite, de deux canines.

### Rongeurs et lagomorphes

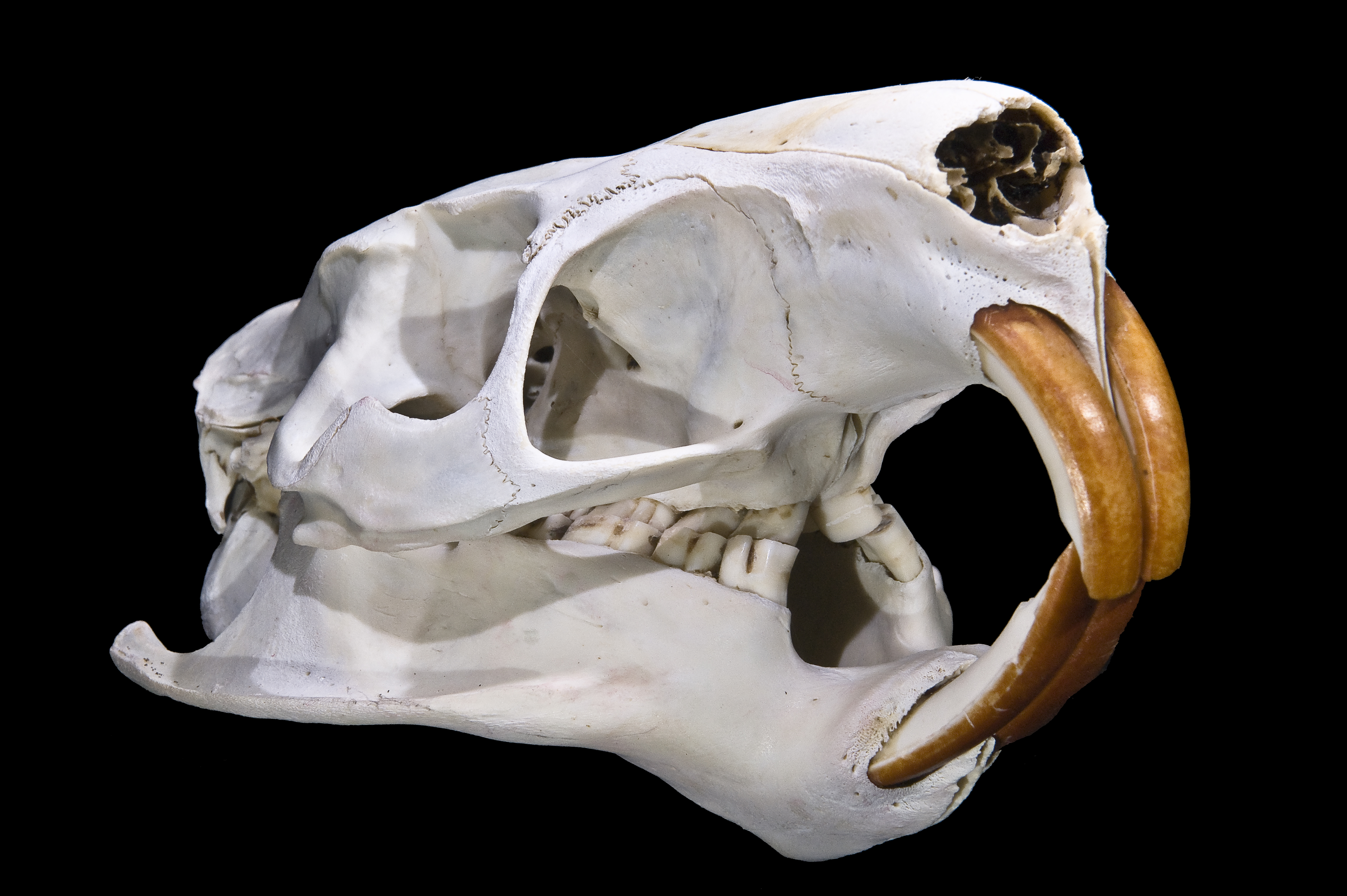
Photo d'un crâne de ragondin

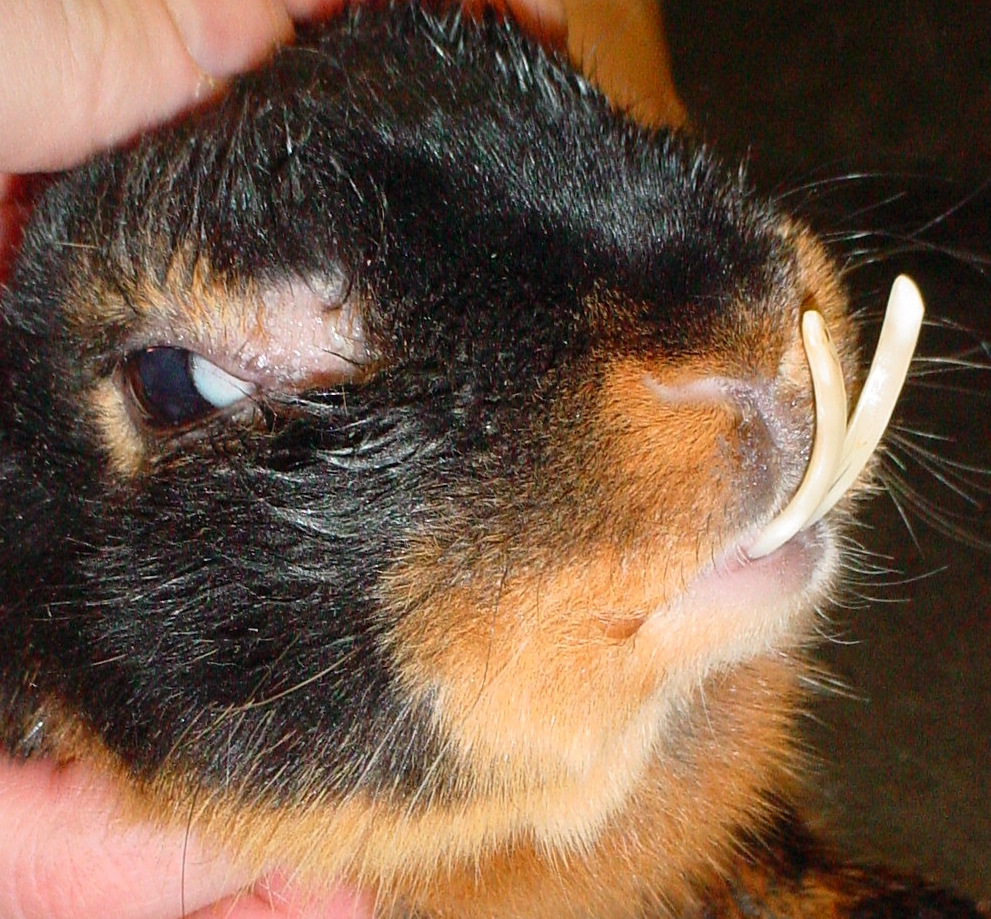
Lapin domestique souffrant de malocclusion dentaire

Les rongeurs et les lagomorphes ont des incisives très développées dont le nombre les distingue. Les rongeurs en ont quatre (deux à la mâchoire supérieure et deux en bas) et les lagomorphes six (deux paires d'incisives en haut et une seule paire en bas).
Elles croissent indéfiniment pour leur permettre de ronger sans restriction. Ils doivent donc les user en permanence, ce qui pose de graves complications en cas de malocclusion dentaire.
Les rongeurs ont souvent des incisives pigmentées naturellement avec l'âge. Elles prennent alors progressivement une teinte jaune ou orangé comme chez les castors, les ragondins, les rats ou encore les chinchillas.

### Autres mammifères
- Les marsupiaux (kangourou, opossum, koala…) possèdent 16 incisives.

## Les incisives dans la culture

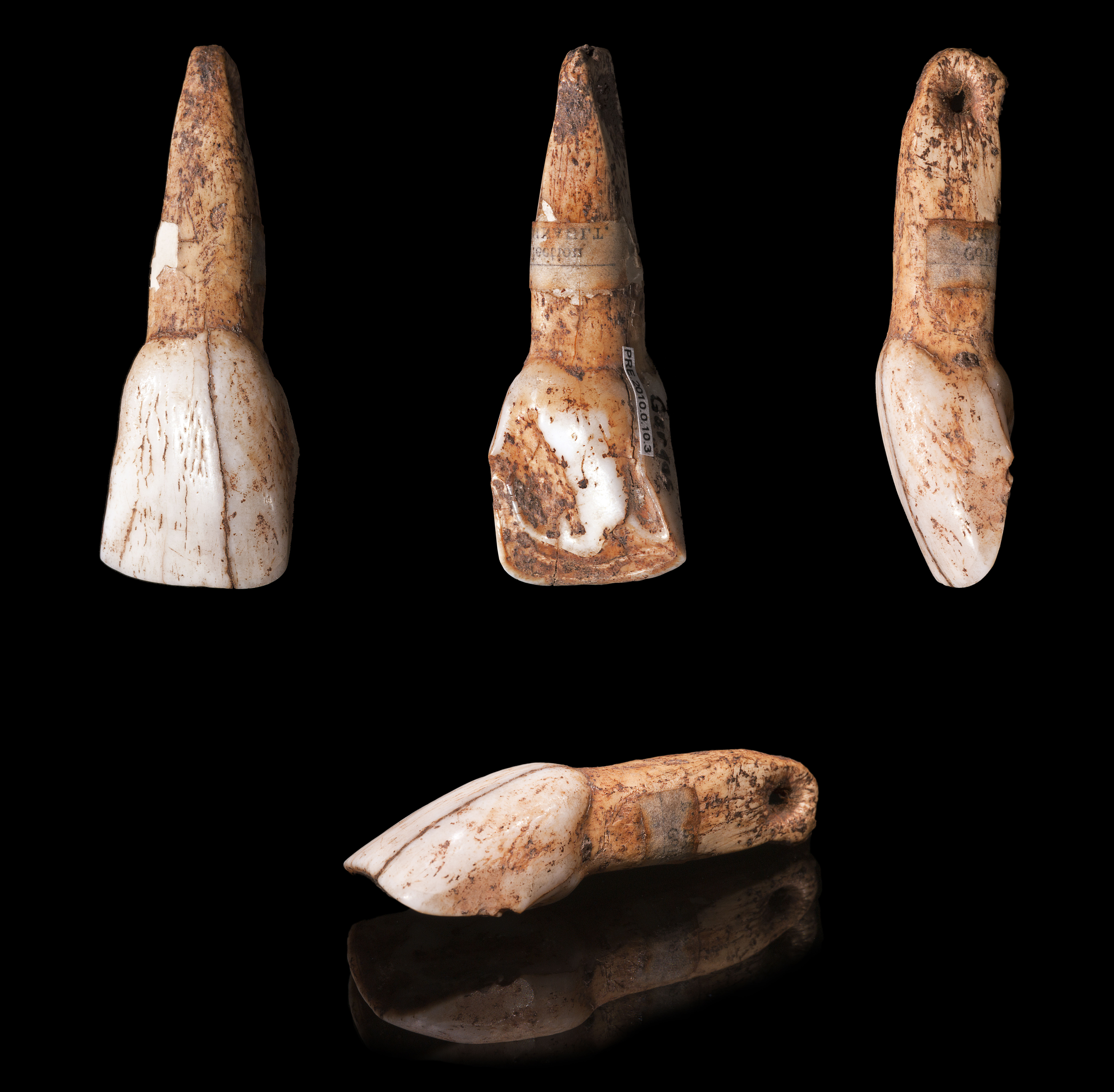
Incisive de bovidé percée - Gravettien – Muséum de Toulouse

Les incisives de bovidés ont été souvent utilisées durant la Préhistoire comme élément de parure par plusieurs cultures préhistoriques notamment au Gravettien.

## Autresdents
- Canine ;
- Prémolaire ;
- Molaire ;
- Dent de sagesse.